# William Hemsley Emory

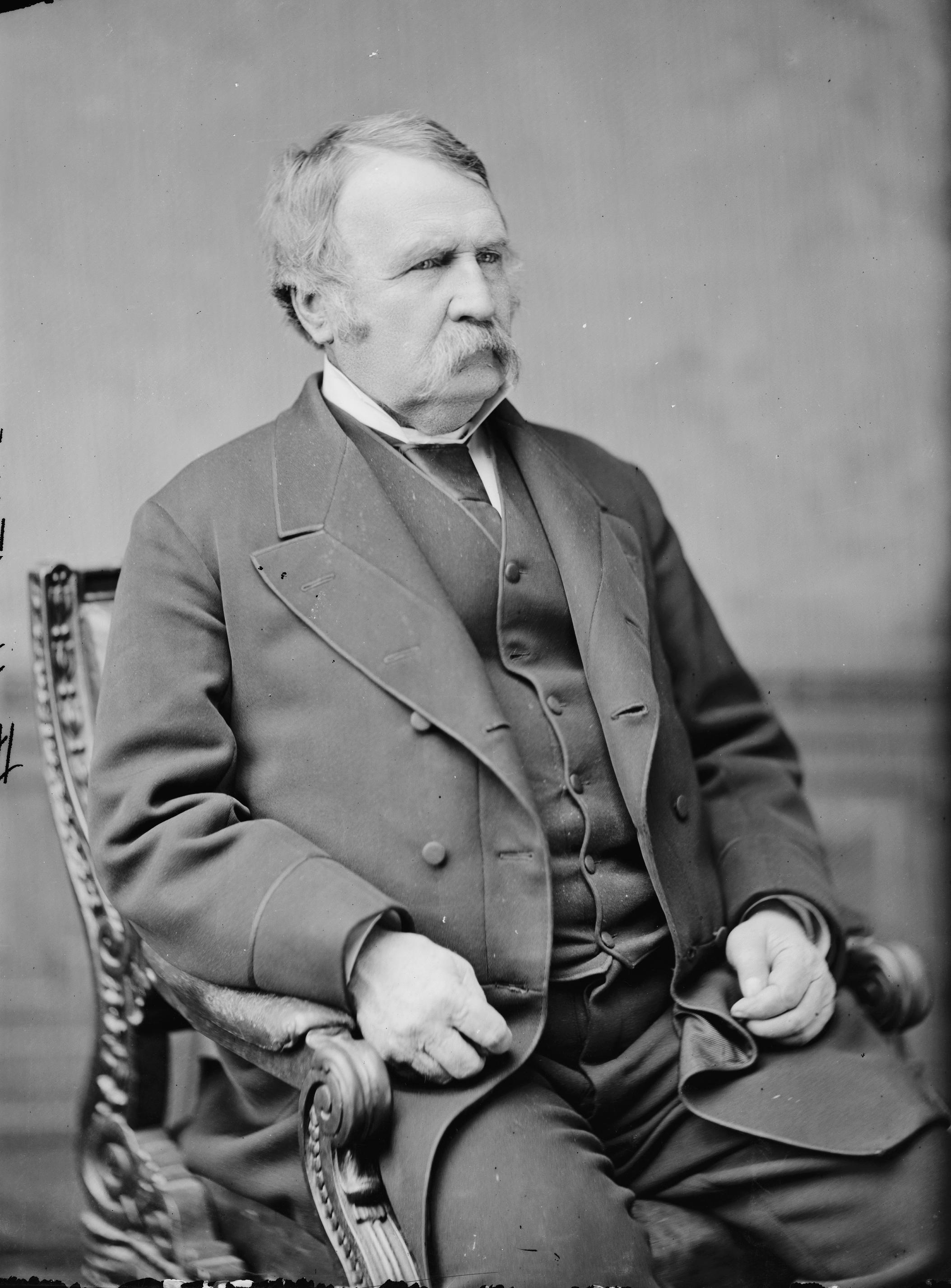
William Hemsley Emory, um 1870

William Hemsley Emory (* 7. September 1811 im Queen Anne’s County, Maryland; † 1. Dezember 1887 in Washington, D.C.) war ein US-amerikanischer Militär und Geodät.

## Leben

Map of Texas and the Countries Adjacent, William Hemsley Emory, 1844

Emory absolvierte 1831 die United States Military Academy in West Point, New York. Nach vier Jahren Militärdienst verließ er zunächst die US Army, um eine Ausbildung als Bauingenieur zu durchlaufen, und wurde 1838 als Vermessungsingenieur wieder in den Militärdienst aufgenommen. Er machte sich im Rahmen einer Grenzstreitigkeit zwischen den Vereinigten Staaten und dem Vereinigten Königreich verdient, der 1846 mit dem Oregon-Kompromiss endete. Im Mexikanisch-Amerikanischen Krieg wurde er ausgezeichnet und blieb in den neu gewonnenen US-amerikanischen Gebieten als Landvermesser. Er gehörte zu der Kommission, die die Grenze zu Mexiko nach dem Gadsden-Kauf festlegte, und wirkte als außerordentlich begabter Kartograf westlich des Mississippi River. 1849 wurde Hemsley für seine Leistungen in die American Academy of Arts and Sciences gewählt. 1858 kam er im Rang eines Major in das Indianer-Territorium und nach Texas, wo er weiße Siedler vor den Comanche, Kiowa und Cheyenne in den Wichita Mountains beziehungsweise vor den Chickasaw und Choctaw im Indianer-Territorium beschützen sollte.
Bei Ausbruch des Sezessionskrieges hatte Emory den Rang eines Lieutenant Colonel der 3. Kavallerie inne. Im März 1861 wurde er nach Fort Smith, Arkansas, entsandt, um die dortigen Indianergebiete zu verteidigen. Unter dem Druck der Konföderierten Truppen zog er sich – zwar ohne Verluste – nach Fort Leavenworth, Kansas, zurück, was aber den Konföderierten erlaubte, das Indianer-Territorium zu besetzen und Teile der Fünf Zivilisierten Stämme zu bewegen, sich ihnen anzuschließen. Im März 1862 wurde Emory zum Brigadier General befördert. Er diente unter Major General George B. McClellan im Halbinsel-Feldzug und machte sich während der Schlacht bei Hanover Court House (Schlacht von Hanover, 27. Mai 1862) verdient. 1863 wurde Emory nach Louisiana versetzt und diente unter Major General Nathaniel Prentiss Banks im Red-River-Feldzug (1864), wo er sich in der (verlorenen) Mansfield-Schlacht wiederum auszeichnen konnte. Im selben Jahr wurden Emory und seine Leute in das Shenandoahtal versetzt, wo sie unter Major General Philip Sheridan kämpften.
Nach dem Sezessionskrieg wurde Emory im September 1865 selbst zum Major General der Freiwilligen-Truppen befördert. Er wechselte anschließend wieder zu den regulären Truppen, wo er verschiedene Einheiten kommandierte, bevor er die Armee im Juli 1876 nach 45 Jahren Militärdienst aus Altersgründen und im Range eines Brigadier General verließ.
Sein Sohn William H. Emory junior (1846–1917) war Konteradmiral in der United States Navy.

## Ehrungen
Widmungen für Emory sind die Prärie-Kornnatter (Pantherophis emoryi), die Dornrand-Weichschildkröte Apalone spinifera emoryi, das Bittereschengewächs Castela emoryi, die Eiche Quercus emoryi, die Kakteengewächse Grusonia emoryi und Bergerocactus emoryi sowie die Gattung der Braunwurzgewächse Emorya.

## Schriften (Auswahl)
- Notes of a military reconnoissance, from Fort Leavenworth, in Missouri, to San Diego, in California, including parts of the Arkansas, Del Norte, and Gila rivers. Washington 1848 (online).
- Report on the United States and Mexican boundary survey. 2 Bände, Washington 1857–1859 (online)